# Jean Adrien Bigonnet
Jean Adrien Bigonnet est un homme politique français né le 15 mars 1755 à Mâcon (Bourgogne) et décédé le 2 juin 1832 à Mâcon. Il est député en 1798 et en 1815 et maire de Mâcon en 1793 et en 1815.

## Biographie
Le père de Jean Adrien Bigonnet, Adrien Bigonnet, est subdélégué de l'intendant de Bourgogne, contrôleur des actes des notaires. Il est scolarisé au collège de Mâcon tenu par des dominicains. 
Jean Adrien succède à son père en 1785 et exerce ses fonctions jusqu'en 1790. Il est maire de Mâcon du 2 août 1793 au 31 janvier 1795, puis du 8 novembre 1795 au 26 avril 1798. 
Il est élu député de Saône-et-Loire au Conseil des Cinq-Cents le 23 germinal an VI. Opposé au coup d'État du 18 Brumaire, il est exclu de cette assemblée par la loi du 19 brumaire an VIII. Il reste à l'écart sous le Premier Empire. Il est nommé par Napoléon maire de Mâcon en 1815 et il est député de Saône-et-Loire pendant les Cent-Jours, élu par 48 voix sur 78 votants. Son évolution politique l'a ainsi conduit d'une ferme opposition à Napoléon Bonaparte à une adhésion.
Le retour des Bourbon marque la fin de sa carrière politique. Il s'installe alors à Paris comme négociant en vins.
Il a épousé à Versailles, en 1779, Marie-Josèphe Potier, fille de Claude-Jean-Baptiste, écuyer, ancien commissaire général et premier commis de la marine en cette ville. 
Il meurt du choléra en 1832.

## Publications
- La restauration de la liberté, profession de foi d'un républicain sur le retour de Napoléon, Paris 1815, ed.  F. Béchet, 14 p. (consultable sur Gallica.fr)
- Coup d'État du dix-huit brumaire , par M. Bigonnet,... membre du Conseil des Cinq-Cents, exclu le dix-neuf brumaire an VIII,  Paris, 1819, ed. au bureau du "Censeur européen", 32 p.  (consultable sur Gallica.fr)
- Napoléon Bonaparte, considéré sous le rapport de son influence sur la Révolution  Pari, 1821,  Éd. Brissot-Thivars  (consultable sur Gallica.fr)
- Corps législatif. Conseil des Cinq-Cents. Opinion de Bigonnet sur le projet de résolution relatif au calendrier républicain. Séance du thermidor an VI, Paris 1797, Impr. nationale (consultable sur Gallica.fr)

## Sources
- « Jean Adrien Bigonnet », dans Adolphe Robert et Gaston Cougny, Dictionnaire des parlementaires français, Edgar Bourloton, 1889-1891 [détail de l’édition]